# Неёлов, Николай Константинович
Никола́й Константи́нович Неёлов (1861, Москва — 12 (25) августа 1911, Годесберг, Германия) — акушер-гинеколог, доктор медицины, профессор кафедры акушерства и женских болезней Варшавского университета.
В 1887 году окончил курс медицинского факультета Императорского университета Святого Владимира со степенью лекаря, с отличием, был оставлен лекарем при акушерской клинике. В 1891 году был назначен ординатором Киево-Кириловской больницы, где заведовал гинекологическим отделением.
С 1888 года по 1899 год занимался под руководством профессора Г. Е. Рейна со студентами по оперативному акушерству. В 1898 году по защите докторской диссертации «К вопросу о сохраняющем лечении выворота матки» удостоен Юрьевским университетом степени доктора медицины. В 1899 году был избран приват-доцентом Киевского университета. С 1903 года состоял консультантом при больнице цесаревича Николая.
Николай Константинович Неёлов состоял товарищем (заместителем) председателя Киевского и членом Санкт-Петербургского акушерско-гинекологическое общества.
Николай Константинович Неёлов — автор около 30 научных работ.
Неёлов принимал участие в политической жизни города Киева, в качестве члена Киевского комитета конституционно-демократической партии.
С 1910 года Неёлов — профессор кафедры акушерства и женских болезней Варшавского университета.
Похоронен в Киеве на Аскольдовой могиле 13 декабря 1911 года.

## Труды
- К вопросу о применении электричества при лечении миом матки / Н. К. Неелов; (Из Киев. акушер. клиники). — Киев : типо-лит. т-ва И. Н. Кушнерев и К°, в Москве, Киев. отд-ние, 1891. — [2], 14 с., 1 л. табл.;
- К вопросу о чужеядных рака матки / [Соч.] Н. К. Неелова. — Киев : тип. т-ва печ. дела и торг. И. Н. Кушнерев и К° в Москве, Киев. отд-ние, 1893. — [2], 9 с.;
- Случай полного выворота матки после родов / [Соч.] Н. К. Неелова. — [Санкт-Петербург] : С.-Петерб. губ. тип., [1895]. — 3 с. ;
- К вопросу о сохраняющем лечении выворота матки : Дис. на степ. д-ра мед. Н. К. Неелова. — Киев : тип. П. Барского, 1898. — 214 с. разд. паг.;
- Случай ущемления перегнутой кзади беременной матки / [Соч.] Н. Неелова; (Из Киев. акушер. клиники). — Киев : тип. Ун-та св. Владимира Киев. отд-ние т-ва печ. дела и торг. И. Н. Кушнерев и К° в Москве, [1899]. — 13 с.;
- Исторический очерк развития учения о послеродовых заболеваниях : Вступ. лекция, чит. 28 янв. 1900 г. / Н. К. Неелов, прив.-доц. Ун-та св. Владимира. — Киев : тип. Ун-та св. Владимира Н. Т. Корчак-Новицкого, 1900. — [2], 19 с.;
- К вопросу о переходе палочек бугорчатки от матери к плоду : [Докл., сдел. в майском заседании 1900 г. Ак.-гин. о-ва в Киеве] / [Соч.] Прив.-доц. Ун-та св. Владимира Н. К. Неелова. — Киев : тип. Ун-та св. Владимира Н. Т. Корчак-Новицкого, 1900. — 26 с.;
- К вопросу о кесарском сечении при относительном показании : [Доклад, сделанный в мартовском заседании 1900 г. Акушерско-гинекол. о-ва в Киеве] / [Соч.] Прив.-доц. Ун-та св. Владимира Н. К. Неелова. — Киев : тип. Ун-та св. Владимира Н. Т. Корчак-Новичцкого, 1900. — [2], 12 с. ;
- К вопросу о проходимости для низших организмов и о фагоцитарной способности детского места / Н. К. Неелов, прив.-доц. Ун-та св. Владимира; Из Отд-ния проф. В. К. Высоковича в Киев. Бактериол. ин-те. — Киев : тип. Ун-та св. Владимира АО печ. и изд. дела Н. Т. Корчак-Новицкого, 1902. — [2], 29 с.;
- 70 надлобковых чревосечений : Мед. отчет прив.-доц. Ун-та св. Владимира Н. К. Неелова. — Киев : тип. Ун-та св. Владимира АО печ. и изд. дела Н. Т. Корчак-Новицкого, 1902. — [2], 33 с.;
- К вопросу об эррозиях на шейке матки / [Соч.] Прив.-доц. Н. К. Неелова. — [Киев] : тип. Ун-та св. Владимира Акц. о-ва Н. Т. Корчак-Новицкого, ценз. 1902. — 4 с. ;
- К вопросу о неоперативном лечении внематочной беременности / [Соч.] Прив.-доц. Ун-та св. Владимира Н. К. Неелова. — [Москва] : т-во скоропеч. А. А. Левенсон, ценз. 1902. — 7 с. ;
- Материалы к вопросу о вырезании матки через влагалище и о раке её / Н. К. Неелов, прив.-доц. Ун-та св. Владимира. — Киев : тип. Ун-та св. Владимира, АО печ. и изд. дела Н. Т. Корчак-Новицкого, 1905. — [4], 57 с., 10 л. граф.;
- «Несколько слов о высшем женском медицинском образовании» : Речь, произнес. при открытии в г. Киеве Мед. отд-ния при Высш. жен. курсах 23 сент. 1907 г. в зале Гор. думы прив.-доц. Ун-та св. Владимира д-ром мед. Н. К. Нееловым. — Киев : тип. Ун-та св. Владимира, Акц. о-ва печ. и изд. дела Н. Т. Корчак-Новицкого, [1907]. — 12 с.;
- Краткий очерк современного состояния вопроса о послеродовых заболеваниях и о лечении при них : [Лекция на Повторит. курсах для врачей] / Н. К. Неелов, прив.-доц. Ун-та св. Владимира. — Киев : типо-лит. Губ. правл., 1907. — 31 с.;
- Краткий курс частной патологии и терапии женских болезней : Вып. 1-2 / Н. К. Неелов, прив.-доц. Ун-та св. Владимира. — Киев : тип. Ун-та св. Владимира, АО печ. и изд. дела Н. Т. Корчак-Новицкого, 1908—1910. — 2 т.; 25. Методы распознавания и лечения женских болезней. — 1908. — [6], II, 138 с. : ил.
- Краткий путеводитель по г. Киеву / Сост. Н. К. Неелов; Орг. ком. III Всерос. съезда гинекологов и акушеров. — Киев : типо-лит. Губ. правл., 1909. — 31 с.;
- Краткий курс частной патологии и терапии женских болезней : Вып. 1-2 / Н. К. Неелов, прив.-доц. Ун-та св. Владимира. — Киев : тип. Ун-та св. Владимира, АО печ. и изд. дела Н. Т. Корчак-Новицкого, 1908—1910. — 2 т.; 25. Часть специальная. — 1910. — [4], II, 240 с. : ил.
- Труды Третьего съезда Общества российских акушеров и гинекологов. Киев, 2-5 апреля 1909 года / Под ред. прив.-доц. Н. К. Неелова и Г. Ф. Писемского. — Киев, 1910.
- «Новое об яичнике» : Вступ. лекция / Проф. Варш. ун-та Н. К. Неелов. — Киев : тип. Ун-та св. Владимира, АО печ. и изд. дела Н. Т. Корчак-Новицкого, 1911. — 26 с.;